# Џејмс Дејпарин
Џејмс Дејпарин (енгл. James Deiparine; Сијетл, 4. јануар 1993) филипински је пливач америчког порекла чија специјалност су трке прсним стилом. 

## Спортска каријера
Дејпарин је веома рано почео да се бави пливањем, а први запаженији резултат у каријери остварио је 2010. на државном првенству државе Вашингтон за млађе категорије, освојивши прво место у трци на 100 јарди прсно. Пливањем је наставио да се бави и током студија на Калифорнијском политехничком државном универзитету у Сан Дијегу. 
Године 2016. је одлучио да наступа под заставом Филипина, државе из које су његови родитељи емигрирали у Сједињене Државе. Први наступ за филипинску репрезентацију је имао на светском првенству у малим базенима у Виндзору 2016, а свега годину дана касније осваја и прве медаље за Филипине, два сребра на Играма Југоисточне Азије у Куала Лумпуру.
Дебитантски наступ на светским првенствима у великим базенима је имао у Будимпешти 2017. где је пливао у квалификационим тркама на 50 прсно (36. место), 100 прсно (49) и у микс штафети на 4×100 мешовито (16. место).
Сличне резултате постигао је и две године касније, на светском првенству у корејском Квангџуу 2019 — 33. место на 50 прсно, 51. на 100 прсно и 19. место у микс штафети 4×100 слободно.  
На Играма Југоисточне Азије 2019. у Манили освојио је златну медаљу на 100 прсно и сребро на двоструко краћој деоници. 